# Paris-Cayeux
Paris-Cayeux est une course cycliste française qui relie la Capitale et la ville de Cayeux-sur-Mer, située dans le département de la Somme. Disputée entre 1927 et 1965, elle est organisée durant son existence par le Vélo -Club du 12e arrondissement de Paris.

## Palmarès
| Année     | Vainqueur             | Deuxième            | Troisième           |
| --------- | --------------------- | ------------------- | ------------------- |
| 1927      | Charles Wambst        | Raymond Beyle       | André Beyssières    |
| 1928      | Paul Vandendaele      | Fernand Bruynooghe  | Marcel Deriemacker  |
| 1929      | Maurice Bourbon       | Félix Bouland       | Fernand Bruynooghe  |
| 1930      | Jean Noret            | Georges Speicher    | Émile Robache       |
| 1931      | Maurice Brun          | Pierre Grand        | Hienno              |
| 1932      | Honoré Granier        | André Deforge       | René-Paul Corallini |
| 1933      | Robert Renoncé        | Eugène Mangin       | Robert Petit        |
| 1934      | Robert Charpentier    | André Deforge       | Raymond Mauret      |
| 1935      | Robert Dorgebray      | Georges Munier      | Eugène Gérayx       |
| 1936      | Raymond Lemarié       | Jean Goujon         | Attilio Martinelli  |
| 1937      | Jean Murat            | Édouard Muller      | Pierre Spapperi     |
| 1938      | Fernand Lesguillons   | Dominique Pedrali   | René Dassé          |
| 1939      | Manuel Terronès       | René Dassé          | Jacques Danis       |
| 1940-1946 | Pas organisé          | Pas organisé        | Pas organisé        |
| 1947      | Guy Solente           | Serge Blusson       | Raymond Amelin      |
| 1948      | Custodio Dos Reis     | José Beyaert        | Raymond Colliot     |
| 1949      | Hubert Bastianelli    | Boleslav Czapla     | René Baboulin       |
| 1950      | Francis Siguenza      | Robert Varnajo      | Jean Gavron         |
| 1951      | Hubert Bastianelli    | Roland Bezamat (de) | Marcel Blondelle    |
| 1952      | Christian Leguay      | Hubert Bastianelli  | Jean Bellay         |
| 1953      | Pas organisé          | Pas organisé        | Pas organisé        |
| 1954      | Christian Fanuel      | Guy Badinot         | Daniel Jolivet      |
| 1955      | Pierre Gaillard       | Léon Andrieux       | Marcel Leprévost    |
| 1956      | Marcel De Crescenzo   | Jean-Claude Vibert  | Michel Cornilleau   |
| 1957      | Jean Kaluza           | Michel Bourdon      | Robert Seneca       |
| 1955-1959 | Pas organisé          | Pas organisé        | Pas organisé        |
| 1960      | Raymond Réaux         | Claude Cousseau     | Daniel Beaumont     |
| 1961      | José María Errandonea | Claude Fraccaro     | Claude Gerli        |
| 1962      | Pas organisé          | Pas organisé        | Pas organisé        |
| 1963      | Pierre Campagnaro     | Jean-Marcel Hinault | Daniel Labrouille   |
| 1964      | John Allis (en)       | Roger Milliot       | Jean-Louis Quesne   |
| 1965      | Alain Labarthe        | Guy Fixary          | Jean Croquison      |